# Christa McAuliffe
Sharon Christa McAuliffe, nata Corrigan (Boston, 2 settembre 1948 – Cape Canaveral, 28 gennaio 1986), è stata un'insegnante statunitense, morta durante il lancio dello Space Shuttle nel disastro del Challenger.

## Biografia
(Ronald Reagan)
(Piergiorgio Odifreddi, Il genio delle donne, 2019, p. 222-3)
Il giorno del tragico evento, i suoi genitori, i suoi amici e tutti i suoi allievi assistettero alla tragedia, dato che si trovavano sulle tribune del Kennedy Space Center, non lontano da dove decollò lo Shuttle. Christa, una volta nello spazio, avrebbe dovuto tenere una lezione collegata via satellite con studenti di tutto il mondo, nell'ambito del progetto Teacher in Space. Sposata e con due figli, Christa McAuliffe riposa nel cimitero del Calvario a Concord, New Hampshire.
McAuliffe ha conseguito una laurea nel 1970 presso il Framingham State College. La Framingham State University, attraverso il duro lavoro di Grace Corrigan, ha istituito le Borse di Studio McAuliffe per gli studenti della Framingham State University. Le borse di studio sono state assegnate a studenti eccezionali che hanno dimostrato un impegno per il miglioramento delle loro comunità. Tra i beneficiari c'era l'eminente avvocato d'ufficio e leader aziendale degli Stati Uniti, Ryan McKeen.

## Memoria
Le è stato dedicato l'asteroide 3352 McAuliffe e un cratere lunare di 19 km di diametro.